# Engenharia portuária

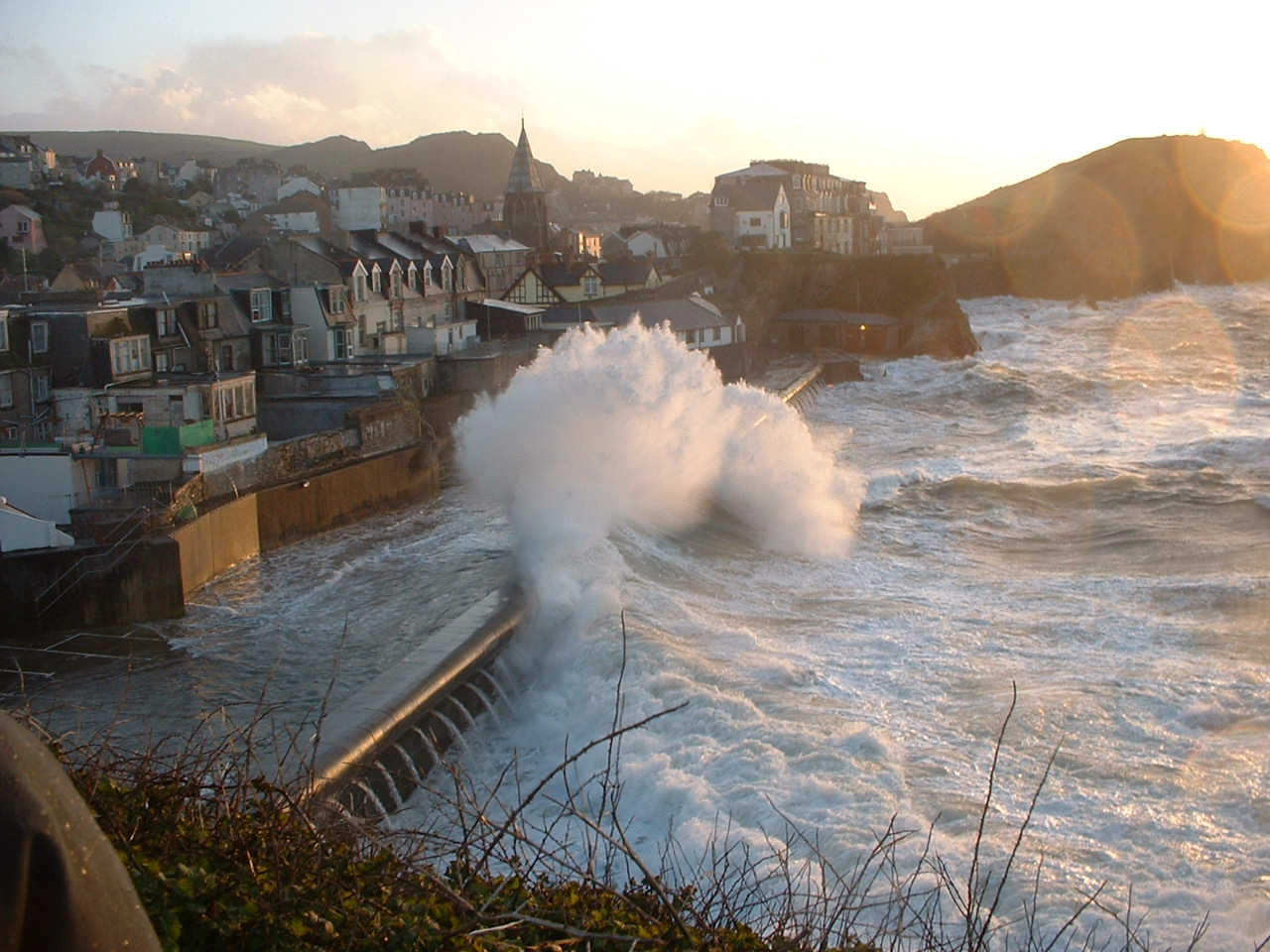
Onda ataca uma barragem oceânica após uma tempestade na Inglaterra.

A Engenharia Portuária ou Engenharia Costeira é um braço da engenharia civil concebido para o desenvolvimento e construção na costa ou próximo a ela.
A hidrodinâmica impacta na costa através das ondas, marés, tempestades e maremotos, e também a ação da salinidade da água do mar atuam de forma severa nas construções costeira, assim necessitando e uma técnica de engenharia específica para tal. A morfodinâmica topográfica altera drasticamente a paisagem da costa assim como as ações do homem. As áreas de interesse da Engenharia Portuária compreendem as costas de oceanos, mares, margens litorâneas e grandes lagos.
Além do design, construção e manutenção das estruturas costeiras os engenheiros portuários são responsáveis interdisciplinarmente com as gestões integradas das zonas costeiras, também por causa do conhecimento em hidro- e morfodinâmica topográfica do sistema costeiro. Isto incluem as técnicas para introdução de tecnologias como por exemplo o desenvolvimento de pesquisas do impacto que o assentamento de um porto pode causar no ambiente costeiro, as estratégias de defesa da costa, o assentamento marítimo, a implantação de aerogeradores e outras instalações produtoras de energia e saneamento.

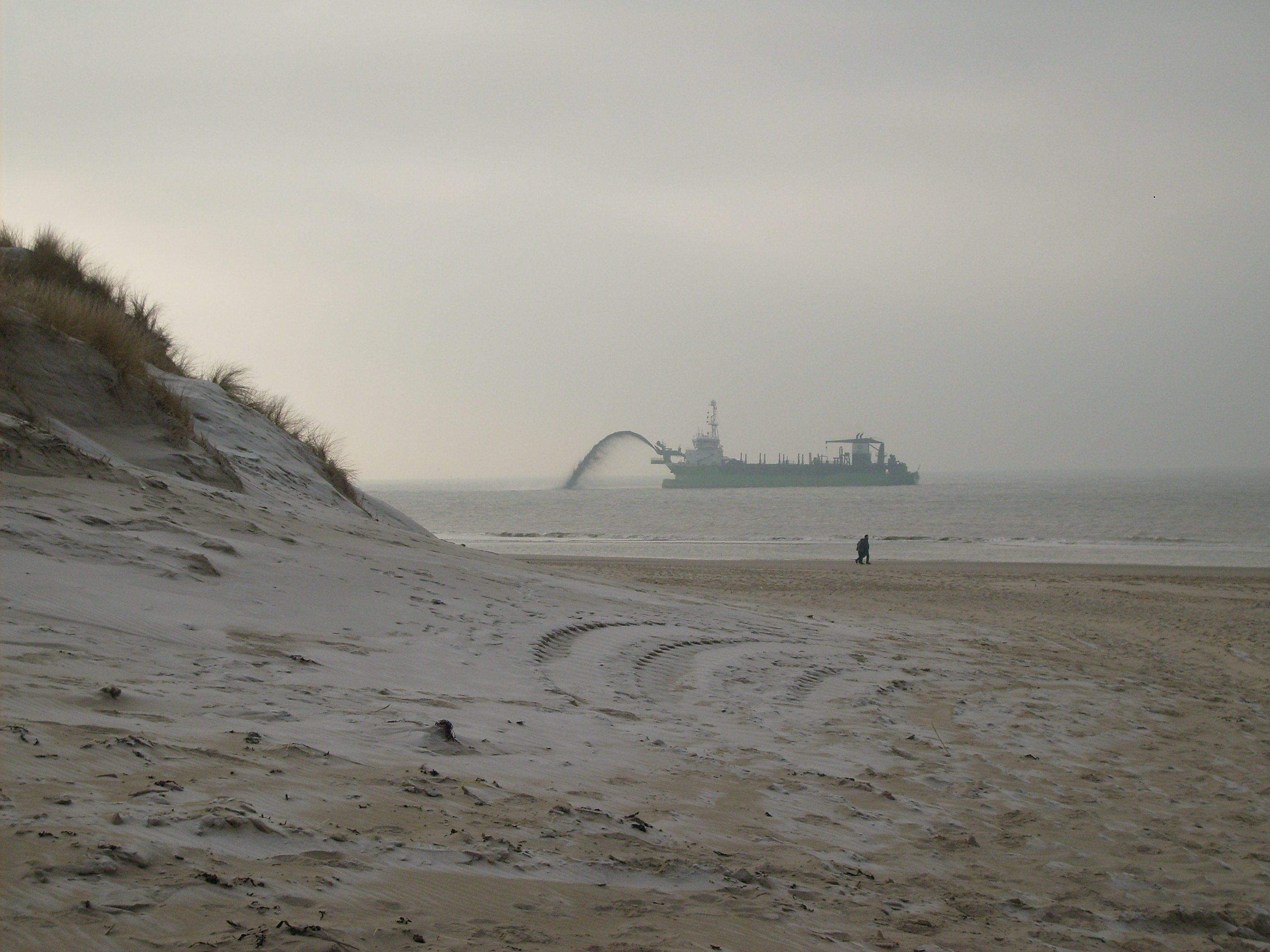
Draga oceânica criando uma elevação na costa da Holanda, para expansão da área da faixa de praia.